# Илиев, Константин (дирижёр)
Константи́н Нико́лов Или́ев (болг. Константин Николов Илиев; 9 марта 1924, София Болгария — 6 марта 1988, Видин, Болгария) — болгарский дирижёр, композитор, музыкальный критик и педагог. Народный артист НРБ.

## Биография
В 1946 году окончил Софийскую музыкальную академию по классам скрипки (профессор Владимир Аврамов), композиции (профессора Парашкев Хаджиев и Панчо Владигеров) и дирижирования (профессор Марин Големинов). В 1946—1947 годах совершенствовался в Пражской консерватории у Ярослава Ржидки и Алоиса Габы (композиция), а также у Вацлава Талиха и Павела Дедечека (дирижирование). Вернувшись на родину, некоторое время работает на Радио София, но уже в 1947 году становится деятельным создателем Филармонического оркестра города Русе, и с момента его официального открытия в 1949 году и до 1952 года — его главный дирижёр и одновременно главный дирижёр Оперного театра в Русе. В 1952—1956 годах — главный дирижёр Симфонического оркестра в Варне. С 1956 года — в Софийской государственной филармонии (в 1957—1958, в 1962—1969, в 1971—1972 и в 1978—1984 годах — главный дирижёр). Исполнил впервые в Болгарии сочинения многих композиторов-классиков XX века (Прокофьева, Шостаковича и других), авангардистов (Веберна, Мессиана, Булеза, Штокхаузена и других). Значительное место в репертуаре занимали произведения болгарских авторов. Гастролировал в странах Европы и в СССР (впервые в 1953 году). Выступал в прессе как музыкальный критик и автор статей по вопросам истории и развития болгарской музыки. С 1970 года — профессор Софийской консерватории. Среди его учеников: Васил Казанджиев, Йордан Дафов, Алексей Измирлиев, Милко Коларов, Пламен Джуров, Веселин Байчев, Андрей Андреев и другие. Писал музыку для кино.

## Сочинения
- опера «Боянский мастер» (София, 1962)
- опера «Оленье царство» (Русе, 1976)
- оратория «Похвальное слово Константину Философу» (1971)
- 6 симфоний (1947-1984)
- «Голоса равнины» для 12 певцов (1971)
- «Буколики» для оркестра (1977)
- кантата «Сентябрь 1923»
- кантата «Отражения»
- музыка кино («Ребро Адама»)

## Литературные сочинения
- Л. Пипков. — София, 1958.  (болг.)
- Спомени за живите // Слово и дело. — София, 1997.  (болг.)

## Награды
- 1971 — Народный артист НРБ
- 1951 — Димитровская премия
- 1959 — Димитровская премия